# Bucklandiella obtusa
Bucklandiella obtusa là một loài Rêu trong họ Grimmiaceae. Loài này được (Brid.) Bednarek-Ochyra & Ochyra mô tả khoa học đầu tiên năm 2003.